# Toury-Lurcy
Toury-Lurcy és un municipi francès, situat al departament del Nièvre i a la regió de Borgonya - Franc Comtat. L'any 2007 tenia 410 habitants.

## Demografia

### Població
El 2007 la població de fet de Toury-Lurcy era de 410 persones. Hi havia 172 famílies, de les quals 50 eren unipersonals (27 homes vivint sols i 23 dones vivint soles), 59 parelles sense fills, 55 parelles amb fills i 8 famílies monoparentals amb fills.
La població ha evolucionat segons el següent gràfic:
Habitants censats

### Habitatges
El 2007 hi havia 212 habitatges, 182 eren l'habitatge principal de la família, 21 eren segones residències i 9 estaven desocupats. 195 eren cases i 13 eren apartaments. Dels 182 habitatges principals, 143 estaven ocupats pels seus propietaris, 31 estaven llogats i ocupats pels llogaters i 8 estaven cedits a títol gratuït; 2 tenien una cambra, 17 en tenien dues, 24 en tenien tres, 52 en tenien quatre i 87 en tenien cinc o més. 111 habitatges disposaven pel capbaix d'una plaça de pàrquing. A 74 habitatges hi havia un automòbil i a 87 n'hi havia dos o més.

### Piràmide de població
La piràmide de població per edats i sexe el 2009 era:
| Homes | Edats   | Dones |
| ----- | ------- | ----- |
| 0     | 95 o +  | 0     |
| 0     | 90 a 94 | 0     |
| 4     | 85 a 89 | 0     |
| 4     | 80 a 84 | 4     |
| 4     | 75 a 79 | 0     |
| 4     | 70 a 74 | 12    |
| 32    | 65 a 69 | 4     |
| 0     | 60 a 64 | 12    |
| 16    | 55 a 59 | 12    |
| 0     | 50 a 54 | 4     |
| 20    | 45 a 49 | 12    |
| 32    | 40 a 44 | 32    |
| 32    | 35 a 39 | 16    |
| 4     | 30 a 34 | 12    |
| 8     | 25 a 29 | 4     |
| 8     | 20 a 24 | 8     |
| 24    | 15 a 19 | 20    |
| 32    | 10 a 14 | 16    |
| 12    | 5 a 9   | 16    |
| 16    | 0 a 4   | 4     |

## Economia
El 2007 la població en edat de treballar era de 275 persones, 209 eren actives i 66 eren inactives. De les 209 persones actives 185 estaven ocupades (107 homes i 78 dones) i 24 estaven aturades (9 homes i 15 dones). De les 66 persones inactives 21 estaven jubilades, 19 estaven estudiant i 26 estaven classificades com a «altres inactius».

### Ingressos
El 2009 a Toury-Lurcy hi havia 196 unitats fiscals que integraven 424 persones, la mediana anual d'ingressos fiscals per persona era de 15.962 €.

### Activitats econòmiques
Dels 11 establiments que hi havia el 2007, 4 eren d'empreses de construcció, 2 d'empreses de comerç i reparació d'automòbils, 1 d'una empresa de transport, 1 d'una empresa financera i 3 d'empreses de serveis.
Dels 5 establiments de servei als particulars que hi havia el 2009, 1 era una oficina de correu, 1 paleta, 1 guixaire pintor, 1 fusteria i 1 electricista.
L'any 2000 a Toury-Lurcy hi havia 22 explotacions agrícoles que ocupaven un total de 1.176 hectàrees.

## Equipaments sanitaris i escolars
El 2009 hi havia una escola elemental.

## Poblacions més properes
El següent diagrama mostra les poblacions més properes.